# Rigobert Günther
Rigobert Günther (* 18. Mai 1928 in Magdeburg; † 2. April 2000 in Leipzig) war ein deutscher Althistoriker. Er hatte von 1968 bis 1992 den Lehrstuhl für Geschichte des Altertums an der Universität Leipzig inne.

## Leben und Karriere
Rigobert Günther, Kind eines Arbeiters und einer Krankenschwester aus Magdeburg, begann 1944 nach der mittleren Reife eine Lehre zum Verlagskaufmann. Arbeits- und Militärdienst unterbrachen die Ausbildung seit Dezember 1944. Anfang April 1945 geriet Günther in sowjetische Kriegsgefangenschaft. Die Kriegserlebnisse und die Gefangenschaft sollten Günther prägen. Nachdem er im August 1945 aus der Gefangenschaft entlassen worden war, setzte er seine Lehre fort, die er 1947 beendete. Im selben Jahr trat er auch in die SED ein, 1948 in die Gesellschaft für Deutsch-Sowjetische Freundschaft. Bis 1948 arbeitete er beim Verlag „Freiheit“ als Buchhalter. 1948/49 machte er an der Arbeiter- und Bauernfakultät (ABF) der Martin-Luther-Universität Halle-Wittenberg sein Abitur und studierte dort anschließend von 1949 bis 1953 Ur- und Frühgeschichte, Geschichte, Anglistik und Latein. 1953 schloss Günther als Diplom-Historiker ab.
Daran schloss sich bis 1955 eine Zeit als wissenschaftlicher Assistent am Marx-Engels-Lenin-Stalin-Institut (später Institut für Marxismus-Leninismus) des ZK der SED sowie ab 1955 eine planmäßige wissenschaftliche Aspirantur am Institut für Allgemeine Geschichte der Karl-Marx-Universität Leipzig (KMU) an, was auch einen Umzug nach Leipzig mit sich brachte. Einer seiner prägenden Lehrer war der bedeutende Althistoriker Franz Altheim, der allerdings durch seine Nähe zum NS-Regime belastet war. 1957 erfolgte die Promotion bei Werner Peek (AdW) und Franz Dornseiff (KMU) mit einer Arbeit zum Thema „Wirtschaft, Sklaverei, und Ständekampf im ältesten Rom“. Anschließend hatte er eine planmäßige wissenschaftliche Habilitations-Aspirantur an der Abteilung für die Geschichte des Altertums des Instituts für Allgemeine Geschichte der Leipziger Universität. Seine 1962 abgeschlossene Habilitation zu „Der politisch-weltanschauliche Kampf in der römischen Religion in den beiden letzten Jahrzehnten v. u. Z.“ wurde von Sergej L. Uttschenko (Moskau), Imre Trencsényi-Waldapfel (1908–1970; Budapest) und Franz Altheim (der inzwischen von Halle an die West-Berliner Freie Universität gewechselt war) begutachtet. Günthers Habilitationsschrift wurde aufgrund der wissenschaftlichen Defizite – aber auch aufgrund des Gutachters Altheim und dessen Verstrickung in das NS-System – vor allem vom Ägyptologen Siegfried Morenz angegriffen.
Ab 1962 war Günther Hochschuldozent für Geschichte des Altertums an der Universität Leipzig, seit 1965 Professor mit Lehrauftrag, ab 1968 schließlich Lehrstuhlinhaber am Institut für Allgemeine Geschichte, später am Wissenschaftsbereich für die Geschichte des Altertums. Von 1965 bis 1969 leitete er die Abteilung Geschichte des Altertums, von 1969 bis 1973 sowie erneut von 1985 bis 1992 war er Leiter des Wissenschaftsbereiches Urgeschichte/Alte Geschichte, von 1973 bis 1978 Stellvertretender Sektionsdirektor für Forschung und von 1982 bis 1987 Direktor der Sektion Geschichte in Leipzig.
Das Ende seiner exponierten Stellung fällt mit dem Ende der DDR zusammen. Seine vielfältigen Funktionen in Redaktionen, Verbänden und so weiter waren mit dem Ende der DDR hinfällig geworden. Das Ende seiner akademischen Lehrtätigkeit an der Universität Leipzig erfolgte zum Wintersemester 1992/93, als er im Rahmen einer Evaluierung abberufen wurde. Seine Nachfolge hatte zunächst kommissarisch der Althistoriker Hartwin Brandt inne, bevor sie 1993 von Charlotte Schubert übernommen wurde. Danach schrieb Günther vor allem Artikel für althistorische Periodika und war für den Fachverlag für Ethik und Philosophie Militzke in Leipzig tätig. Dort publizierte er auch eines seiner letzten größeren Werke, „Römische Kaiserinnen“ (1995).

## Forschungsschwerpunkte und Wirkung
Forschungsschwerpunkt Günthers waren die Geschichte der frühen römischen Republik, soziale Utopien in der Antike, die Geschichte des Christentums und der Spätantike. Dabei war seine Geschichtsauffassung von der sowjetischen Sichtweise auf die Geschichte, insbesondere die Alte Geschichte geprägt. Günther setzte die streng marxistisch geprägte Sicht auf das Altertum (siehe Historischer Materialismus) in der DDR-Altertumswissenschaft mit durch und stellte sich gegen Liselotte Welskopf-Henrich und deren in seinen Augen zu universelle und verallgemeinernde Perspektive auf das Altertum. Er vertrat seit 1956, als er mit Gerhart Schrot eine Grundsatzschrift veröffentlichte, die Abkehr von der Periodisierung der Geschichte in Altertum, Mittelalter und Neuzeit. Seiner Auffassung nach sollte die Geschichte in die primitive, die patriarchalische, die antike, die klassische und die späte Periode unterteilt werden (Sidorow-Modell). Die „asiatische Epoche“, das heißt die altorientalischen Gesellschaften, wurde der ersten Gruppe zugeordnet. Neben Aleksej A. Sidorov prägten ihn die sowjetischen Forscher Sergej L. Uttschenko (Klassenkampfforschung) und Nikolaj A. Maskin (eine strikt stalinistisch geprägte Sicht auf die Römische Geschichte). Den wissenschaftlichen Disput mit „bürgerlichen“, also westlichen, Wissenschaftlern suchte Günther bewusst. Auf Tagungen im In- und Ausland trat er mit häufig stark ideologisch geprägten, „linientreuen“ Beiträgen auf. 
Insgesamt blieben ihm und seiner Sicht auf die Alte Geschichte eine längere Nachwirkung oder Akzeptanz in der internationalen Fachwelt versagt. Dies lag allerdings nicht nur an seiner marxistisch-materialistischen Weltsicht, die grundsätzlich auch im Westen, insbesondere in Großbritannien, von nicht wenigen Althistorikern geteilt wurde (beispielsweise von Geoffrey de Ste Croix und seinen Schülern), sondern daran, dass sich Günther nach Ansicht der meisten Forscher so sehr von ideologischen Erwägungen leiten ließ, dass dies einer unvoreingenommenen Interpretation der Quellen abträglich gewesen sei. Im Kern war Günther lediglich darum bemüht, die Richtigkeit und Unumstößlichkeit des marxistisch-stalinistischen Geschichtsbildes immer wieder zu bestätigen. Aus diesem Grund vermochte Günther der althistorischen Forschung keine bleibenden Impulse zu geben.
Zu seinen akademischen Schülern gehörten Wieland Held (1966), Zweit- oder Drittgutachter war er unter anderem bei den Promotionen von Klaus Mylius, Hans Joachim Herrmann, Barbara Kühnert und Günter Katsch, zudem Gutachter bei den Habilitationen (beziehungsweise Promotionen B) von Hubert Reimer, Gottfried Härtel, Wolfgang Jahn, Helmut Kalex, Barbara Kühnert, Gerhard Schrot und Edith Hoffmann. Obwohl ein Großteil des Nachwuchses in den verschiedenen Altertumswissenschaften spätestens als Gutachter ihrer Qualifikationsarbeiten in Kontakt mit Günther kam, konnte er, nicht zuletzt aufgrund seiner fachlichen Unzulänglichkeiten, nie auch nur im Ansatz eine eigene akademische Schule begründen.
Neben seiner Lehrtätigkeit war Günther schon früh in verschiedenen Institutionen tätig. Er war von 1977 bis 1990 Mitglied des Präsidiums der Historiker-Gesellschaft der DDR, Vorsitzender der Fachkommission für Alte Geschichte der Historikergesellschaft, seit 1982 Vorsitzender des Wissenschaftlichen Beirates für Altertumswissenschaften und seit 1984 Mitglied des Wissenschaftlichen Beirates für Geschichtswissenschaften beim Ministerium für das Hoch- und Fachschulwesen der DDR. Weiterhin war er seit 1982 stellvertretender Vorsitzender des Zentralen Rates für Archäologie und Alte Geschichte an der Akademie der Wissenschaften der DDR und seit 1984 Ordentliches Mitglied der Sächsischen Akademie der Wissenschaften zu Leipzig. 1987 wurde er Mitglied der Eduard-Meyer-Kommission der Akademie der Wissenschaften der DDR. Günther wurde mit dem „Banner der Arbeit“ II. Klasse und der „Pestalozzi-Medaille für treue Dienste“ in Gold (1981) sowie der Humboldt-Medaille in Gold (1988) ausgezeichnet.

## Publikationen (Auswahl)
Günther war publizistisch und redaktionell sehr aktiv. Er wirkte bei den Periodika Zeitschrift für Geschichtswissenschaft (ZfG) von Heft 1/1956 bis Heft 12/1990 und Klio bis 1990 in führenden Positionen mit. Er veröffentlichte 40 Bücher, teilweise mit Koautoren, sowie über 200 Artikel, Rezensionen, Festschriften und Aufsätze. Günther war mithin einer der produktivsten Althistoriker in der DDR. Zu seinen bekanntesten Werken zählen:
- Die Römer an Rhein und Donau (1975).
- Der Aufstand des Spartacus (1979).
- mit Horst Dieter (Hrsg.): Römische Geschichte bis 476 (1979)
- Vom Untergang Westroms zum Reich der Merowinger (1982).
- Germanen erobern Rom (1986).
- mit Reimar Müller: Sozialutopien in der Antike (1987).
- Römische Kaiserinnen (1995).